# 都羅展望台
都羅展望台（：／ Dora Jeonmangdae）位于韩国京畿道坡州市，是韓國境內最北端的一座展望台，由大韩民国国军管理。

## 概要

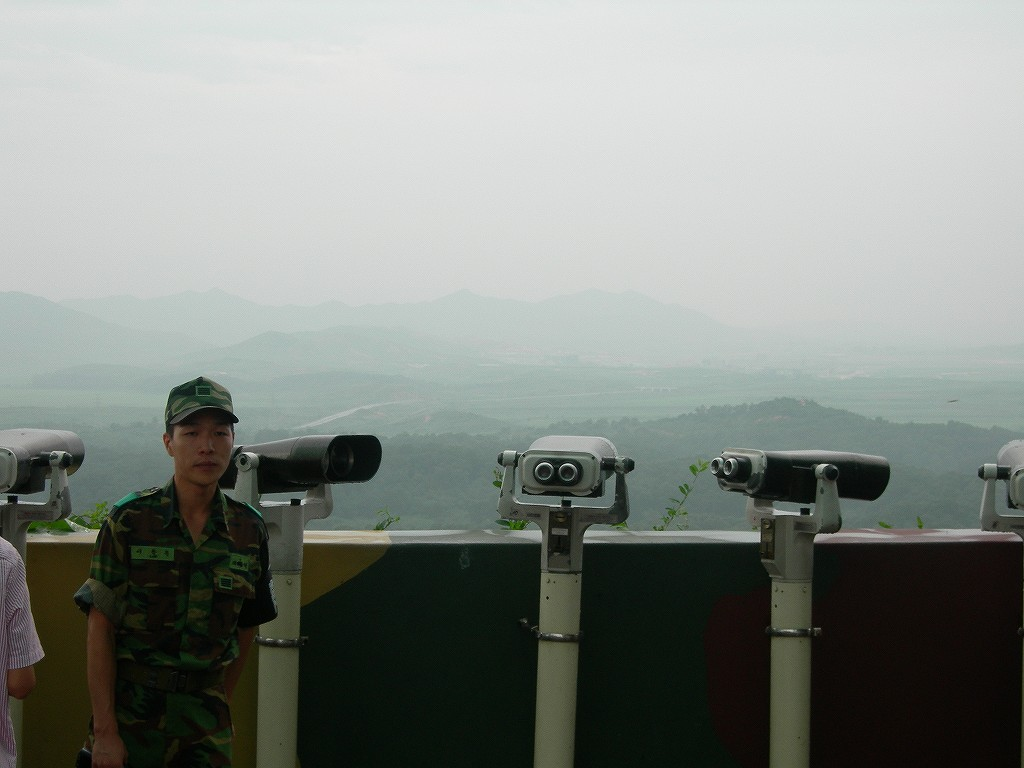
从展望台鸟瞰非军事区

展望台在非军事区南面的边界线上，可俯瞰朝鮮的機井洞、松岳山、金日成銅像、協同農場及開城工業地區等開城市郊近景。拍摄朝鲜方面的景象有如下限制：
1. 不准在展望台内部拍摄；
2. 在展望台外部，栅栏2米以外（地面上的禁止摄影边界线以外）方可拍摄。

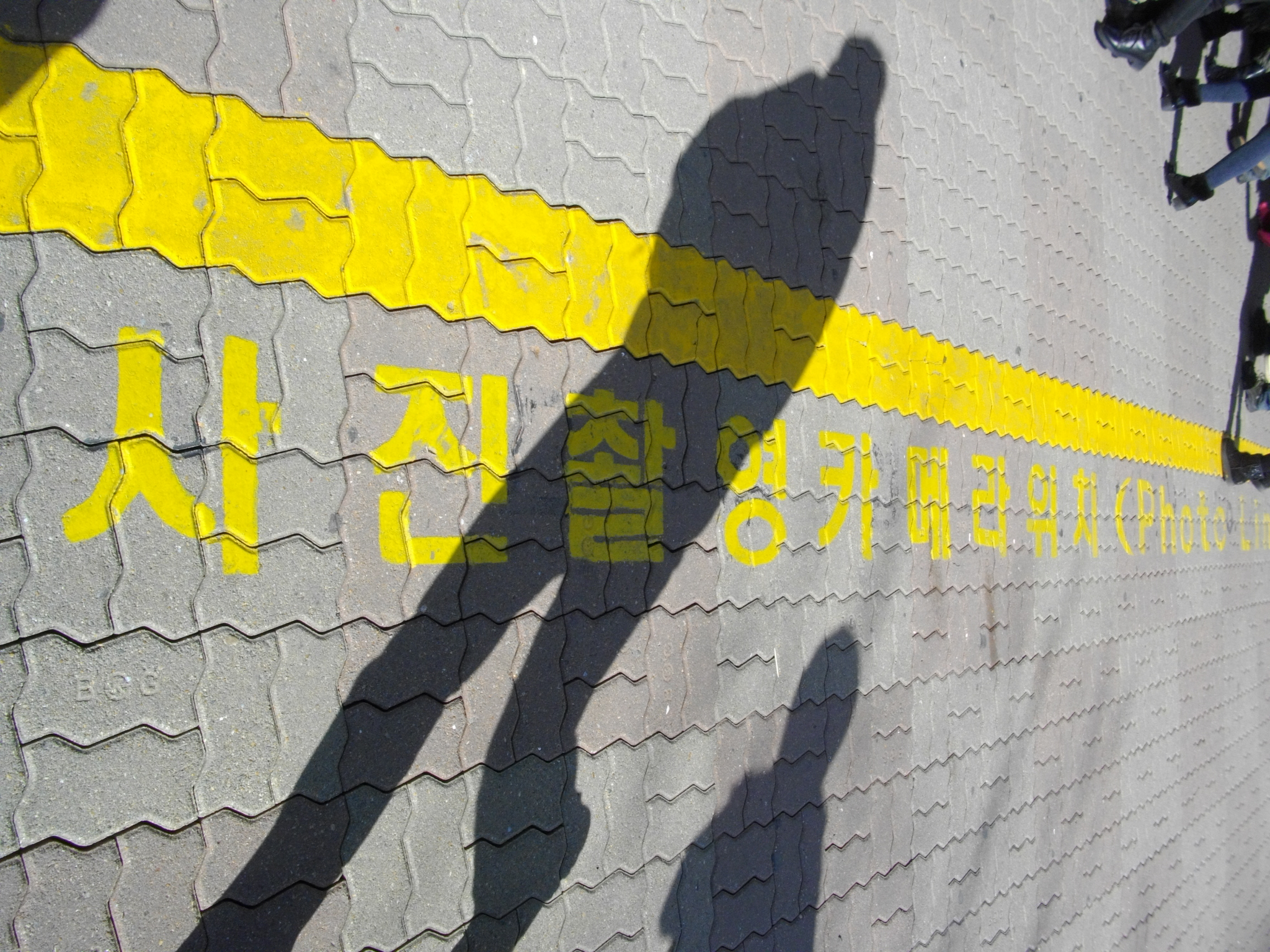
禁止摄影区域边界线写着“사진촬영카메라위치（摄影摄像位置）”